# الگاتسرام
الگاتسرام (به سوئدی: Algutsrum) یک سکونتگاه مسکونی در سوئد است که در Mörbylånga Municipality واقع شده‌است.

## خصوصیات
الگاتسرام ۰٫۵۷ کیلومترمربع مساحت و ۵۳۲ نفر جمعیت دارد.